# ドン・ファン (1926年の映画)

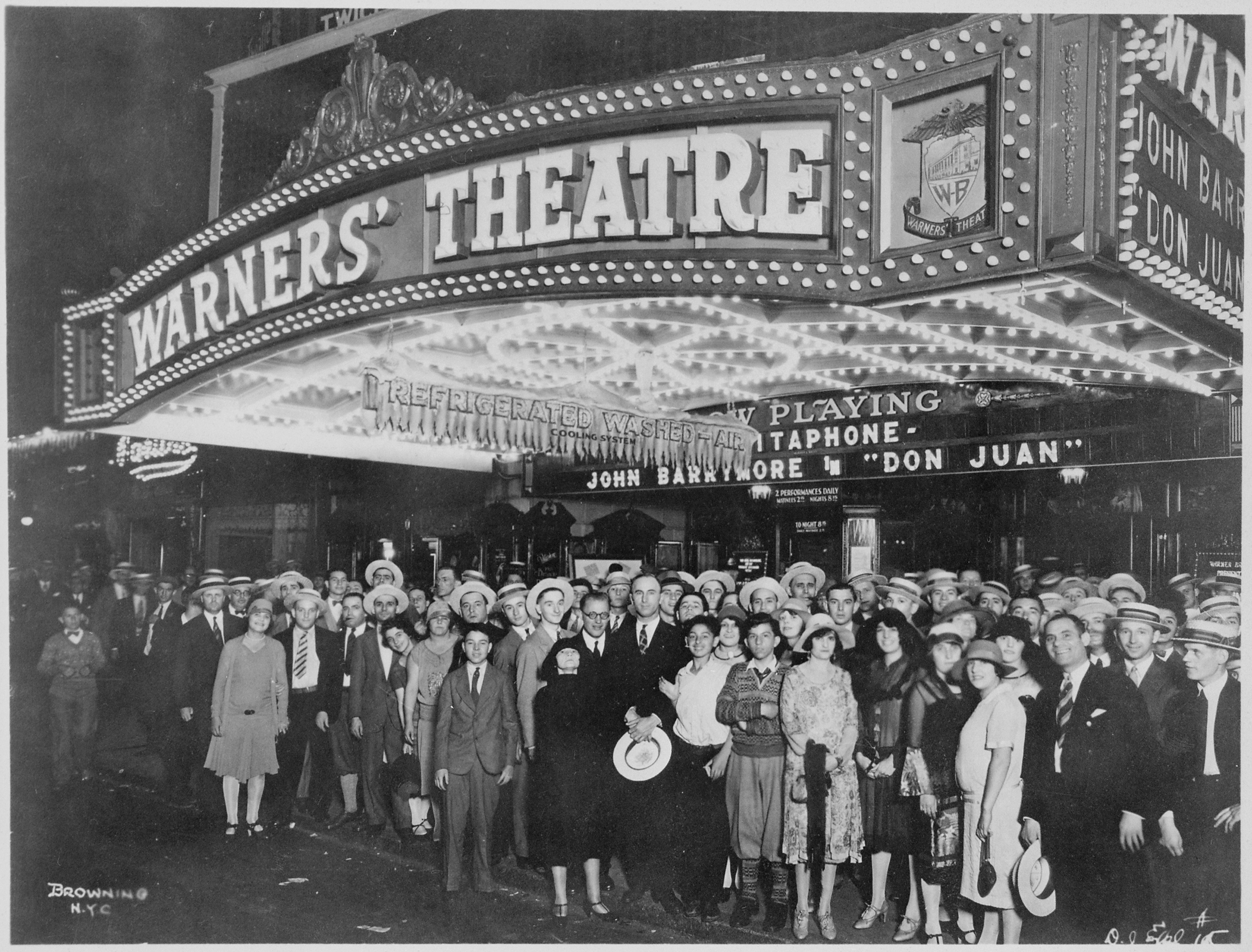
プレミア上映前にワーナー劇場の外でカメラにポーズをとる観客たち。

『ドン・ファン』 (Don Juan) は、アラン・クロスランドが監督した1926年のアメリカ合衆国の恋愛冒険映画/劇映画。ヴァイタフォンによって同期された効果音や音楽が付けられた、長編映画としては最初の作品であったが、会話の収録は行なわれなかった。この映画は、バイロン卿の1821年の同名の詩（ドン・ファン：Don Juan）にインスパイアされたものである。脚本はベス・メレディス (Bess Meredyth) で、モード・フルトン (Maude Fulton) とウォルター・アンソニー (Walter Anthony) が、インタータイトルを担当した。
この映画は、主演のジョン・バリモアを、女性の手の甲に接吻する (hand-kissing) 女たらしとしてスターに押し上げた。『ドン・ファン』は、映画史上最も多くの接吻の場面が盛り込まれている映画であり、バリモアはこの作品の中で191人の女性たちと接吻する姿がとらえられている。

## キャスト
- ジョン・バリモア - ドン・ホセ・デ・マラーナ (Don Jose de Marana)/ドン・ファン・デ・マラーナ (Don Juan de Marana)
- ジェーン・ウィントン (Jane Winton) -  ドナ・イソベル (Donna Isobel)
- ジョン・ローシュ (John Roche) - レアンドロ (Leandro)
- ワーナー・オーランド (Warner Oland) - チェーザレ・ボルジア (Cesare Borgia)
- エステル・テイラー (Estelle Taylor) - ルクレツィア・ボルジア (Lucrezia Borgia)
- モンタギュー・ラヴ (Montagu Love) - ジャノ・ドナティ伯爵 (Count Giano Donati)
- ジョセフ・スウィッカード (Josef Swickard) - デラ・ヴァルネセ公爵 (Duke Della Varnese)
- ウィラード・ルイス (Willard Louis) - ペドリロ (Pedrillo)
- ナイジェル・ド・ブルリエ (Nigel De Brulier) - リナルド侯爵 (Marchese Rinaldo)
- ヘッダ・ホッパー -  リナルド侯爵夫人 (Marchesia Rinaldo)
- マーナ・ロイ - マイ (Mai, Lady in Waiting)
- メアリー・アスター - アドリアナ・デラ・ヴァルネセ (Adriana della Varnese)
- ライオネル・ブレイアム (Lionel Braham) -  マルゴーニ公爵 (Duke Margoni)（クレジットなし）
- ヘレン・コステロ - レナ (Rena, Adriana's Maid)（クレジットなし）
- ヘレナ・ダルジー (en:Helena D'Algy) - ドナ・エルヴィラ (Donna Elvira, Murderess)（クレジットなし）
- イヴォンヌ・デイ (Yvonne Day) - 5歳のドン・ファン（クレジットなし）
- フィリッペ・デ・レイシー (Philippe De Lacy - 10歳のドン・ファン（クレジットなし）
- エミリー・フィッツロイ (Emily Fitzroy) - 未亡人 (The Dowager)（クレジットなし）
- ジョニー・ジョージ (Johnny George) -  猫背の使用人、情報屋 (Hunchback/Castlekeeper/Informer)（クレジットなし）
- ギブソン・ゴーランド (Gibson Gowland) - ローマの紳士 (Gentleman of Rome)（クレジットなし）
- フィリス・ヘイヴァー (Phyllis Haver) - インペリア (Imperia)（クレジットなし）
- シェルドン・ルイス (Sheldon Lewis) - ローマの紳士 (Gentleman of Rome)（クレジットなし）
- ジューン・マーロウ (June Marlowe - トゥルージア (Trusia)（クレジットなし）
- ディッキー・ムーア (Dickie Moore - 乳児のドン・ファン（クレジットなし）
- ディック・サザランド (Dick Sutherland - ローマの紳士 （クレジットなし）
- グスタフ・フォン・セイファーティッツ (Gustav von Seyffertitz - 錬金術士ネリ (Neri, the Alchemist)（クレジットなし）
- ヘレン・リー・ワージング (Helen Lee Worthing) - エレアノーラ（クレジットなし）

## 制作
ヴァイタフォンを担当していたジョージ・グローヴス (George Groves) は、フィルムに付けるサウンドトラックを任されていた。彼は新たな工夫を編み出し、何本ものマイクロフォンを用いる技法によって、107人編成の強力なオーケストラの音を、録音しながら同時にミックスしていった。これによって彼は、映画史上最初の音楽ミキサーになったのであった。
この作品のプレミア公開の際には、同様に音声付きで制作された数本の短編映画が、本編の前に上演された。まず、当時、映画の検閲を担い「ツァー (Czar)」と称されていたウィル・H・ヘイズ (Will H. Hays) が画面に登場して、映像に同期された音声で「映画の新しい時代へようこそ (Welcome to a new era of motion picture.)」と観客に挨拶した。続いて、ロサンジェルス・フィルハーモニック・オーケストラが『タンホイザー』を演奏する映像、ミッシャ・エルマンとエフレム・ジンバリスト・シニアのヴァイオリン演奏、ロイ・スメックのギター演奏、ジョヴァンニ・マルティネッリ、マリオン・タリー (Marion Talley)、アンナ・ケイス (Anna Case) によるオペラの抜粋3編が上映された後、本編が上映された。

## 受容
『ドン・ファン』の制作費は、789,963ドルであり、それまでのワーナー・ブラザースの映画では最高額であった。プレミア上映は、1926年8月6日に行なわれた。
音楽を演奏していたのは、ニューヨーク・フィルハーモニックであった。

## 現状と家庭用メディアでのリリース
『ドン・ファン』のプリントは現存しており、UCLA映画テレビ・アーカイブ (UCLA Film and Television Archive) に保存されている。2011年には、ヴァイタフォンによる短編映画数本とともに、オンデマンド生産 DVD としてワーナー・アーカイブ・コレクション (Warner Archive Collection) からリリースされた。